# دایناسور (فیلم ۱۴۰۳)
دایناسور فیلم کمدی ایرانی به کارگردانی سید مسعود اطیابی، تهیه‌کنندگی محمد شایسته و نویسندگی امیر برادران محصول سال ۱۴۰۳ است.

## خلاصه فیلم
فردی معتاد به نام رضا دایناسور برای فرار از اخراج مجبور به ارائه گواهی عدم اعتیاد است. او با روش‌های گوناگون تلاش می‌کند تا آثار مواد را از بدن خود پاک کند، اما در روز آزمایش اتفاقاتی می‌افتد که زندگی همه را به هم می‌ریزد.

## بازیگران
- پژمان جمشیدی....رضا مشتاق سرمست(رضا دایناسور)
- امیر جعفری......جلال
- یوسف تیموری.....پرویز
- نگار فروزنده....نیلوفر (زن سابق رضا)
- سها نیاستی......رز (دختر رضا)
- سوسن پرور......مشاور املاک
- رضا ناجی......مشتری خانه
- حامد وکیلی......مستر قلیون
- فرزانه قاسم‌زاده....افعی